# Prêmios Emmy do Primetime de 2025
A 77.ª edição do Emmy do Primetime premiará os melhores programas de televisão exibidos em horário nobre nos Estados Unidos durante o período de 1.º de junho de 2024 a 31 de maio de 2025, conforme escolhido pela Academia de Artes e Ciências da Televisão. A cerimônia será realizada em 14 de setembro de 2025 no Peacock Theater, com transmissão nos Estados Unidos pela CBS e no serviço de streaming Paramount+. A apresentação do evento será realizada pelo comediante Nate Bargatze.

## Indicações
As indicações foram divulgadas em 15 de julho de 2025 pelos atores Harvey Guillén e Brenda Song.

### Programas
| Melhor Série de Comédia - Hacks - The Bear - Shrinking - The Studio - Abbott Elementary - Nobody Wants This - Only Murders in the Building - What We Do in the Shadows | Melhor Série Dramática - Andor - The Pitt - Paradise - Severance - Slow Horses - The Diplomat - The Last of Us - The White Lotus |
| Melhor Série Limitada ou Antológica - Adolescence - Black Mirror - The Penguin - Dying for Sex - Monsters: The Lyle and Erik Menendez Story                            | Melhor programa de competição - The Amazing Race - RuPaul's Drag Race - Survivor - Top Chef - The Traitors                       |
| Melhor talk show - The Daily Show - Jimmy Kimmel Live! - The Late Show with Stephen Colbert                                                                            | Melhor série de variedades roteirizada - Last Week Tonight with John Oliver - Saturday Night Live                                |

### Atuações

#### Atuação principal
| Melhor ator em série de comédia - Seth Rogen como Matt Remick – The Studio - Jason Segel como Jimmy Laird – Shrinking - Martin Short como Oliver Putnam – Only Murders in the Building - Adam Brody como Noah Roklov – Nobody Wants This - Jeremy Allen White como Carmen "Carmy" Berzatto – The Bear                                                        | Melhor atriz em série de comédia - Jean Smart como Deborah Vance – Hacks - Ayo Edebiri como Sydney "Syd" Adamu – The Bear - Kristen Bell como Joanne – Nobody Wants This - Uzo Aduba como Cordelia Cupp – The Residence - Quinta Brunson como Janine Teagues – Abbott Elementary                                         |
| Melhor ator em série dramática - Noah Wyle como Dr. Michael "Robby" Robinavitch – The Pitt - Adam Scott como Mark Scout – Severance - Gary Oldman como Jackson Lamb – Slow Horses - Pedro Pascal como Joel Miller – The Last of Us - Sterling K. Brown como Xavier Collins – Paradise                                                                        | Melhor atriz em série dramática - Britt Lower como Helly R. / Helena Eagan – Severance - Keri Russell como Katherine "Kate" Wyler – The Diplomat - Kathy Bates como Madeline "Matty" Matlock / Madeline Kingston – Matlock - Bella Ramsey como Ellie – The Last of Us - Sharon Horgan como Eva Garvey – Bad Sisters      |
| Melhor ator em série limitada ou telefilme - Colin Farrell como Oswald "Oz" Cobb / O Pinguim – The Penguin - Cooper Koch como Erik Menendez – Monsters: The Lyle and Erik Menendez Story - Jake Gyllenhaal como Rozat "Rusty" Sabich – Presumed Innocent - Stephen Graham como Eddie Miller – Adolescence - Brian Tyree Henry como Ray Driscoll – Dope Thief | Melhor atriz em série limitada ou telefilme - Cate Blanchett como Catherine Ravenscroft – Disclaimer - Meghann Fahy como Devon DeWitt – Sirens - Rashida Jones como Amanda Waters – Black Mirror: Common People - Cristin Milioti como Sofia Falcone – The Penguin - Michelle Williams como Molly Kochan – Dying for Sex |

#### Atuação coadjuvante
| Melhor ator coadjuvante em série de comédia - Jeff Hiller como Joel – Somebody Somewhere - Michael Urie como Brian – Shrinking - Bowen Yang como vários personagens – Saturday Night Live - Ike Barinholtz como Sal Saperstein – The Studio - Harrison Ford como Dr. Paul Rhoades – Shrinking - Colman Domingo como Danny – The Four Seasons - Ebon Moss-Bachrach como Richard "Richie" Jerimovich – The Bear | Melhor atriz coadjuvante em série de comédia - Liza Colón-Zayas como Tina Marrero – The Bear - Hannah Einbinder como Ava Daniels – Hacks - Catherine O'Hara como Patty Leigh – The Studio - Sheryl Lee Ralph como Barbara Howard – Abbott Elementary - Jessica Williams como Gaby Evans – Shrinking - Janelle James como Ava Coleman – Abbott Elementary - Kathryn Hahn como Maya Mason – The Studio                            |
| Melhor ator coadjuvante em série dramática - Zach Cherry como Dylan George – Severance - Jason Isaacs como Timothy Ratliff – The White Lotus - John Turturro como Irving Bailiff – Severance - Sam Rockwell como Frank – The White Lotus - Tramell Tillman como Seth Milchick – Severance - Walton Goggins como Rick Hatchett – The White Lotus - James Marsden como Cal Bradford – Paradise                  | Melhor atriz coadjuvante em série dramática - Carrie Coon como Laurie Duffy – The White Lotus - Parker Posey como Victoria Ratliff – The White Lotus - Patricia Arquette como Harmony Cobel – Severance - Aimee Lou Wood como Chelsea – The White Lotus - Natasha Rothwell como Belinda Lindsey – The White Lotus - Katherine LaNasa como Dana Evans – The Pitt - Julianne Nicholson como Samantha "Sinatra" Redmond – Paradise |
| Melhor ator coadjuvante em série limitada ou telefilme - Bill Camp como Raymond Horgan – Presumed Innocent - Rob Delaney como Neighbor Guy – Dying for Sex - Owen Cooper como Jamie Miller – Adolescence - Javier Bardem como José Menendez – Monsters: The Lyle and Erik Menendez Story - Ashley Walters como Detetive Luke Bascombe – Adolescence - Peter Sarsgaard como Tommy Molto – Presumed Innocent    | Melhor atriz coadjuvante em série limitada ou telefilme - Jenny Slate como Nikki Boyer – Dying for Sex - Ruth Negga como Barbara Sabich – Presumed Innocent - Erin Doherty como Briony Ariston – Adolescence - Chloë Sevigny como Kitty Menendez – Monsters: The Lyle and Erik Menendez Story - Deirdre O'Connell como Francis Cobb – The Penguin - Christine Tremarco como Manda Miller – Adolescence                          |

### Roteiro
| Melhor roteiro em série de comédia - Abbott Elementary: "Back to School" – Quinta Brunson - Hacks: "A Slippery Slope" – Lucia Aniello, Paul W. Downs e Jen Statsky - The Rehearsal: "Pilot's Code" – Nathan Fielder, Carrie Kemper, Adam Locke-Norton e Eric Notarnicola - Somebody Somewhere: "AGG" – Hannah Bos, Paul Thureen e Bridget Everett - The Studio: "The Promotion" – Seth Rogen, Evan Goldberg, Peter Huyck, Alex Gregory e Frida Perez - What We Do in the Shadows: "The Finale" – Sam Johnson, Sarah Naftalis e Paul Simms | Melhor roteiro em série de dramática - Andor: "Welcome to the Rebellion" – Dan Gilroy - The Pitt: "2:00 P.M." – Joe Sachs - The Pitt: "7:00 A.M." – R. Scott Gemmill - Severance: "Cold Harbor" – Dan Erickson - Slow Horses: "Hello Goodbye" – Will Smith - The White Lotus: "Amor Fati" – Mike White |
| Melhor roteiro em série limitada, antológica ou telefilme - Adolescence – Jack Thorne e Stephen Graham - Black Mirror: "Common People" – Charlie Brooker e Bisha K. Ali - Dying for Sex: "Good Value Diet Soda" – Kim Rosenstock e Elizabeth Meriwether - The Penguin: "A Great or Little Thing" – Lauren LeFranc - Say Nothing: "The People In The Dirt" – Josh Zetumer | |

### Direção
| Melhor direção em série de comédia - The Bear: "Napkins" – Ayo Edebiri - Hacks: "A Slippery Slope" – Lucia Aniello - Mid-Century Modern: "Here’s To You, Mrs. Schneiderman" – James Burrows - The Rehearsal: "Pilot's Code" – Nathan Fielder - The Studio: "The Oner" – Seth Rogen e Evan Goldberg                               | Melhor direção em série de drama - Andor: "Who Are You?" – Janus Metz - The Pitt: "2:00 P.M." – Amanda Marsalis - The Pitt: "7:00 A.M." – John Wells - Severance: "Chikhai Bardo" – Jessica Lee Gagné - Severance: "Cold Harbor" – Ben Stiller - Slow Horses: "Hello Goodbye" – Adam Randall - The White Lotus: "Amor Fati" – Mike White |
| Melhor direção em série limitada, antológica ou telefilme - Adolescence – Philip Barantini - Dying for Sex: "It's Not That Serious" – Shannon Murphy - The Penguin: "Cent'Anni" – Helen Shaver - The Penguin: "A Great or Little Thing" – Jennifer Getzinger - Sirens: "Exile" – Nicole Kassell - Zero Day – Lesli Linka Glatter | |